# Cendrillon (série télévisée d'animation)
Pour les articles homonymes, voir Cendrillon (homonymie).
Cendrillon (シンデレラ物語, Shinderera monogatari, littéralement L'Histoire de Cendrillon) est une série télévisée d'animation japonaise en 26 épisodes de 30 minutes, diffusée au Japon entre le 4 avril 1996 et le 3 octobre 1996 sur NHK. En France, la série est diffusée en 1996 sur France 3 dans l'émission Les Minikeums et rediffusée sur Télétoon. L'anime est licencié en DVD par Black Box.
L'anime est aussi diffusé depuis le 17 octobre 2014 sur YouTube sur la chaine Cartoon Channel.

## Synopsis
Après le départ de son père, Cendrillon est arrachée de son paisible monde qui lui était si familier. Sa belle-mère et ses deux belles-sœurs lui imposent les travaux domestiques les plus exténuants. C'est là que ses aventures vont commencer.

## Épisodes
| No | Titre en français                | Titre original                                             | Date de 1re diffusion |
| --- | -------------------------------- | ---------------------------------------------------------- | --------------------- |
| 1 | Le départ                        | 素敵なレディになりたい Suteki na redi ninaritai            | 4 avril 1996          |
| Le père de Cendrillon part pour un long voyage d'affaires, en laissant sa fille avec sa belle-mère et ses deux belles-sœurs. La situation ne va pas bien pour Cendrillon. Elle est immédiatement chassée de sa propre chambre et doit s'installer au grenier. Elle est forcée d'effectuer les travaux ménagers pendant que sa belle-mère et ses deux belles-sœurs vivent une vie tranquille sans rien faire. Heureusement, Cendrillon est assistée par des petits animaux qui deviennent très vite ses amis : Bellus son chien, Chouchou et Bingo, 2 souris très malignes et un oiseau bleu qui se nomme Papy. De plus, à son insu, Cendrillon a une surveillance bienveillante par sa mystérieuse marraine qui est prête à l'aider en toute circonstance grâce à la magie. |                                  |                                                            |                       |
| 2 | Le concours                      | シロツメクサの夢 Shirotsumekusa no yume                    | 11 avril 1996         |
| Les deux belles-sœurs de Cendrillon décident de participer à la fête des fleurs pour être élues reine de la fête des fleurs. Elles obligent Cendrillon à rester à la maison et à les aider à se préparer pour le concours. Bellus et les autres compagnons se portent bénévoles pour aider Cendrillon à faire les tâches ménagères, ainsi Cendrillon pourra s'échapper pour aller assister à l'élection de la reine de la fête des fleurs. Cendrillon se rend donc à la ville mais elle doit revenir à la maison avant que sa belle-mère et ses sœurs ne rentrent. Catherine et Jeanne (les belles-sœurs de Cendrillon) sont persuadées qu'elles vont être élues, mais elles sont finalement déçues. Cendrillon retourne à la maison. Sur son chemin elle croise un garçon qui la poursuit. Cendrillon se méfie, mais en réalité ce garçon voulait lui rendre la clé qu'elle a égarée, elle s'en veut alors d'avoir porté un mauvais jugement à quelqu'un qui voulait lui rendre service. Quand Cendrillon rentre enfin, sa belle-mère, Catherine et Jeanne l'attendent déjà...elle est à nouveau réprimandée pour sa désobéissance. |                                  |                                                            |                       |
| 3 | Le menteur                       | あこがれの王子さま Akogare no ōji-sama                     | 18 avril 1996         |
| Cendrillon accompagne sa belle-mère, Catherine et Jeanne en ville pour que ses belles-sœurs aillent faire des achats. Pendant que Cendrillon attend devant les boutiques en portant les paquets de ses sœurs, elle tombe à nouveau sur le garçon rencontré la veille après les fêtes des fleurs. Le garçon s'arrête donc pour discuter avec Cendrillon et il lui dit qu'il est l'ami du Prince Charles, et son partenaire de combat. Pendant ce temps là, Jeanne qui a espionné Cendrillon et le garçon, raconte tout à Catherine et sa mère. Elles ont alors un plan pour exploiter Cendrillon et le garçon afin de s'approcher au plus près de la cour royale. Cendrillon pense que ce garçon est un menteur, mais ce qu'elle ne sait pas, c'est qu'il est en réalité le véritable Prince Charles qui, ennuyé par les leçons de son tuteur, s'enfuit du château sans rien dire au roi. Pour préserver son identité, le Prince échange ses vêtements avec ceux d'Alex, son véritable ami et partenaire de combat. Parmi les membres de la cour du Château d’Émeraude, figure le Duc Zaral, un mystérieux personnage qui, de mèche avec le Roi souhaite marier le Prince, pour qu'il devienne plus mûr. De retour à la maison, Catherine et Jeanne reparlent du jeune homme à leur mère, et celle-ci demande à Cendrillon de l'inviter chez elles le lendemain. |                                  |                                                            |                       |
| 4 | Le cheval                        | 素敵な私の王子さま Suteki na watashi no ōji-sama           | 25 avril 1996         |
| Cendrillon doit trouver le page du Prince et l'emmener chez elle pour que sa belle-mère et ses sœurs puissent le questionner sur les goûts du Prince. Catherine et Jeanne espèrent ainsi que l'une d'entre elles sera choisie et épousera le Prince. Pendant que Cendrillon recherche Alex, elle tombe sur Charles qui prétend être le véritable page du Prince, et non pas Alex, et ce pour que personne ne puisse le reconnaître en public. Ne sachant pas que Charles est en fait le vrai Prince, Cendrillon pense que ce garçon est juste un menteur et fait tout pour l'éviter. Sur le chemin du retour, les amis de Cendrillon lui rappellent que sa belle-mère l'a menacée de la jeter dehors si elle revient sans le page. Cendrillon réalise qu'elle doit repartir et essayer de retrouver le garçon. Vu la situation embarrassante que vit Cendrillon, sa marraine intervient et transforme d'un coup de baguette magique, un cheval en Prince Charles. Cendrillon se dépêche de revenir à la maison avec le garçon.Malheureusement la magie ne dure pas longtemps et Charles se re-transforme en cheval qui devient incontrôlable. Cendrillon tente d'échapper à la furie du cheval et parvient jusqu'en ville où elle retrouve Charles, qui l'aide et lui révèle son vrai nom, mais pas sa véritable identité. |                                  |                                                            |                       |
| 5 | Une rencontre de rêve            | 夢のような出会い Yume no yōna deai                         | 2 mai 1996            |
| Lorsqu'elles apprennent que le Prince s'apprête à faire une partie de chasse, Catherine, Jeanne et leur mère décident d'aller pique-niquer dans les mêmes bois où le Prince va se rendre. Elles partent donc, accompagnées de Pierre (leur cocher) et de Cendrillon. Cependant, lorsqu'ils arrivent au milieu des bois, une tempête éclate soudainement. À cause du vent, Jeanne perd son chapeau qui s'envole dans les bois. Cendrillon et Jeanne tentent de rattraper le chapeau. En le poursuivant, elles se rendent compte qu'elles se sont éloignées du lieu du pique-nique. Jeanne prend peur, et ne veut pas continuer plus loin. Cendrillon part donc chercher Pierre pour qu'il ramène Jeanne au carrosse. Entre-temps, un brouillard épais surgit dans les bois. Cendrillon et Pierre se perdent. Tandis que Jeanne erre dans les buissons, elle est prise pour un ours auprès de Charles et Alex. À ce moment-là, Cendrillon arrive à temps et sauve Jeanne au péril de sa propre vie. Le Prince réalise que Cendrillon est la même fille que celle qu'il a rencontrée en ville, et connaît enfin son prénom. Cendrillon est tellement éblouie par la présence du Prince, qu'elle ne le reconnaît pas. |                                  |                                                            |                       |
| 6 | Le mystère du vignoble           | ぶどう園の秘密 Budō sono no himitsu                        | 9 mai 1996            |
| Visiblement beaucoup de grappes de raisins sont volées dans les vignes du Château Émeraude...ce qui met en grande alerte le garde forestier. La belle-mère de Cendrillon apprend la nouvelle et complote pour essayer de discréditer Cendrillon aux yeux de tous. Elle envoie donc Cendrillon ramasser du raisin dans la vigne, prétextant qu'un plant de vigne appartient à la famille. Heureusement, le chien Bellus qui a tout entendu des plans de la duchesse, suit Cendrillon et parvient à la prévenir avant qu'elle ne commence à cueillir le raisin. En effet, Bellus, Bingo, Chouchou et Papy peuvent se faire comprendre par Cendrillon grâce à la magie de la marraine (épisode 1). Dans les vignes, Cendrillon observe Charles qui vole du raisin. Le garde de la vigne surprend également le voleur et essaie de le poursuivre. Cependant, Charles réussit à s'échapper, et Cendrillon est attrapée à sa place...Quand le Prince apprend par son tuteur que le vrai voleur a été arrêté, et qu'il s'agit en fait d'une voleuse qui s'appelle Cendrillon, il comprend alors ce qui s'est passé, et ordonne au garde de s'excuser pour ce malentendu auprès de Cendrillon et de sa famille. Cendrillon lui demande ce qu'il est advenu du vrai voleur, le garde lui dit qu'il a promis de ne plus recommencer et a été relâché. Cendrillon est soulagée. |                                  |                                                            |                       |
| 7 | Le faux diseur de bonne aventure | いんちき占い師 Inchiki uranai shi                          | 16 mai 1996           |
| La belle-mère de Cendrillon et ses filles apprennent qu'un célèbre diseur de bonne aventure arrive en ville. Elles sont déterminées à connaître ce que leur réserve l'avenir. Elles envoient donc Cendrillon le chercher et le ramener au manoir. Les recherches de Cendrillon échouent...mais elle rencontre un mystérieux jeune homme qui lui promet de trouver le diseur de bonne aventure et de le ramener chez elle. Plus tard, le diseur de bonne aventure arrive chez Cendrillon et réclame un énorme repas et ainsi que de passer une nuit chez elles avant de prédire leur avenir. Le lendemain, le diseur de bonne aventure fait une série de prédiction à propos de Catherine et de Jeanne qui ne leur plaisent pas du tout. Ce n'est qu'après que la duchesse ait offert la poupée musicale au diseur de bonne aventure (que Cendrillon a reçu de sa défunte propre mère) que celui-ci révèle que sa boule de cristal prédit que Catherine et Jeanne deviendront princesses. Accablée par la perte de sa poupée, Cendrillon va en ville pour essayer de la reprendre au diseur de bonne aventure. Elle découvre ainsi que le diseur de bonne aventure n'est autre que le jeune homme qu'elle a croisé en ville et qui s'est déguisé en devin pour gagner sa vie. Celui-ci accepte de rendre la poupée à Cendrillon et lui fait une véritable prédiction : Cendrillon à un grand avenir qui se présente à elle... |                                  |                                                            |                       |
| 8 | La magie d'un sourire            | 魔法の笑顔とおまじない Mahō no egao to omajinai            | 23 mai 1996           |
| Il y a une grande agitation en ville car un cirque arrive en ville pour une représentation auprès de la famille royale. Cendrillon se promène près des tentes du cirque en ville, et rencontre Marie, une acrobate qui s'entraîne pour marcher sur un ballon géant. Marie n'a pas confiance en elle, et pendant qu'une petite foule de gens la regarde s'entraîner, elle perd constamment l'équilibre et tombe du ballon. En espérant redonner confiance à Marie, Cendrillon l'emmène dans son endroit préféré, une prairie calme, et invite Marie à s'entraîner auprès d'un public constitué de ses amis les animaux. Cependant, Marie n'arrive toujours pas à prendre confiance en elle. Cendrillon rencontre Charles en ville et décide de l'emmener auprès de Marie afin qu'elle fasse son numéro devant lui, en imaginant que ce soit lui le Prince. Charles encourage Marie et lui dit que si elle se sent en difficulté, elle n'a qu'à faire un signe magique, comme il le fait et tout ira bien. Le jour de la représentation auprès de la cour royale, Marie se rappelle le conseil de Charles et grâce à cela, elle réussit une performance remarquable. À la fin de sa représentation, elle jette un coup d’œil au balcon royal, et voit que le Prince fait le même signe que celui que Charles lui a appris. |                                  |                                                            |                       |
| 9 | Les conspirateurs                | 気になるあいつ Kini naruaitsu                              | 30 mai 1996           |
| Cendrillon est envoyée dans les bois pour ramasser des roses. Pendant ce temps, Charles découvre qu'il y a des changements étranges dans la cour royale. Son vieux tuteur,Hans été renvoyé par le Duc Zaral et remplacé par un plus jeune. Son maître d'arme a également été remplacé. Charles suspecte quelque chose... Pendant qu'il suit le Duc Zaral dans les bois, il est attaqué par une bande de brigands. Cendrillon essaie de venir à son aide, mais elle se retrouve capturée et emmenée dans la cache de Blade (l'homme de mains de Zaral) et Zaral, qui complotent contre le roi. Bellus et ses amis essaient de retrouver Charles et lui fait comprendre que Cendrillon est retenue prisonnière. Charles se confronte à Blade et ses compères, et parvient à délivrer Cendrillon, avec l'aide des animaux. Plus tard, Cendrillon révèle à Charles qu'elle a entendu une conversation pendant qu'elle était retenue, à propos d'un complot contre le roi, mais elle pense que cela concerne un autre royaume... |                                  |                                                            |                       |
| 10 | Le violoniste triste             | 悲しきバイオリン Kanashi ki baiorin                        | 6 juin 1996           |
| Zaral est déterminé à arranger un mariage entre sa fille, Isabelle, et le Prince Charles. Le jour de l'anniversaire du Prince Charles, il invite donc toutes les jeunes filles de bonne famille du royaume au château. Charles n'a pas l'intention d'être présent à la fête, et envoie à la place son page, Alex, en lui faisant porter un masque de soirée. Les belles-sœurs de Cendrillon sont dans un tel état d'agitation, elles se sont mises sur leur trente-et-un, pour attirer l'attention du Prince. Catherine ordonne à Cendrillon de les accompagner au château et d'attendre à l'extérieur au cas où elle nécessitera une retouche de coiffure après leur arrivée. En dehors du château, pendant que Cendrillon attend ses sœurs dans le carrosse, elle rencontre un violoniste qui s'appelle Nicolas. Nicolas est triste car il est amoureux d'une fille issue d'un milieu social supérieur, et sait qu'il n'aura pas l'occasion de se marier avec elle. Charles apparaît soudain pour vérifier si tout va bien pour Alex, il assure à Nicolas que l'amour est plus fort que tous les obstacles, et qu'il n'a pas à s'en faire. Lors du bal, le Duc Zaral demande au faux prince de retirer son masque et de déclarer à Isabelle à quel point il l'aime en public. Alex est embarrassé et ne sait pas comment réagir. La situation semble désespérée, mais grâce à l'intervention de la marraine (Paulette) avec sa magie, elle permet à Charles d'échanger de place avec Alex et d'enlever son masque. Il ne déclare pas son amour, et quitte la salle de bal au désarroi d'Isabelle et de son père. |                                  |                                                            |                       |
| 11 | Une belle histoire d'amour       | 素敵な恋をしてみたい Suteki na koi woshitemitai            | 13 juin 1996          |
| Cendrillon et Ian (le diseur de bonne aventure), essaient d'aider Nicolas, le violoniste à convaincre les parents (le marquis et la marquise) de sa bien-aimée de lui laisser épouser leur fille en dépit de leur différence de classe. Malheureusement, leur tentative échoua. Cependant, grâce au discours convaincant de Charles, qui leur persuada de ne pas laisser tomber leurs espoirs, Nicolas trouve la force d'agir. Cendrillon , Ian, Charles et les 4 inséparables animaux offrent leur aide à Nicolas. Quand la situation semble désespérée, la marraine intervient à leur secours. Après de nombreux rebondissements, Nicolas s'enfuit avec sa bien-aimée et se promettent de tout faire en leur pouvoir pour convaincre les parents de les laisser se marier. |                                  |                                                            |                       |
| 12 | Réception au château             | 王子さま はじめまして！ Ōji-sama hajimemashite!            | 20 juin 1996          |
| Désormais, Charles est de plus en plus suspicieux envers le Duc Zaral, et il essaie d'en savoir plus à travers Isabelle. Entre-temps, à son insu, les parents de Charles organisent un bal afin que Charles puisse rencontrer une jeune fille pour laquelle il tombera amoureux. Zaral surprend une conversation entre Isabelle et Charles, et menace de tout révéler au roi de ses excursions secrètes en dehors du château, sauf si Charles annonce son engagement auprès de Isabelle lors du bal. En chemin pour la salle du bal, habillée d'une robe créée par ses amis, Cendrillon entend une conversation entre le Prince Charles et Alex, qui lui parle de la menace de Zaral. Cendrillon réussit à faire tomber les menaces à l'eau, en créant une diversion dans la salle de bal, aidée par ses amis animaux, avec Bellus déguisé en lion. Charles reconnaît là les animaux de Cendrillon, et décide d'ignorer les menaces de Zaral et de tout faire pour le démasquer en public. |                                  |                                                            |                       |
| 13 | La fugue d'Isabelle              | 愛の行方...消えたイザベル Ai no namegata... kie ta Izaberu | 27 juin 1996          |
| Après avoir été rejetée par le Prince Charles, Isabelle décide de fuguer de chez elle. Elle espère ainsi attirer l'attention sur elle. Pendant qu'elle parcourt la ville, elle se fait voler son sac de voyage, et elle tombe sur Cendrillon. Ensemble, elles décident de poursuivre le voleur pour récupérer le sac. Pendant leur poursuite, elles tombent sur un homme étrange qui n'est autre que le voleur lui-même (le père du voleur de sac). Elles sont ainsi kidnappées et emmenées chez eux. Il les force à effectuer les tâches ménagères et à préparer le souper. Cendrillon s'occupe du repas, tandis que Isabelle est totalement incompétente aux tâches ménagères, étant habituée à vivre avec des serviteurs. Essayant de trouver un moyen de s'en sortir, Isabelle ment en leur disant qu'elle est engagée au Prince Charles et qu'à l'heure actuelle le Prince doit sûrement être à sa recherche. En effet, le Prince, habillé en tant que Charles le menteur apparaît et libère les deux jeunes femmes. Cendrillon lui est très reconnaissante et le remercie, tandis que Isabelle est mécontente car elle aurait préférée être sauvée par le Prince (alors que c'était le cas). |                                  |                                                            |                       |
| 14 | Le secret du prince Charles      | シャルル王子の秘密 Sharuru-ōji no himitsu                  | 4 juillet 1996        |
| Le Duc Zaral invite Cendrillon et ses belles-sœurs à rester quelques jours au Château Emeraude dans l'espoir que leur présence aidera à surveiller le Prince, et l'éviter ainsi d'être un rempart pour ses plans. Catherine et Jeanne sont très excitées car une invitation à la cour royale est un très grand honneur. Cependant, leurs espoirs s'évanouissent quand elles découvrent qu'elles vont servir de femme de ménage pendant leur séjour. Pour Cendrillon, elle se sent comme à la maison naturellement habituée aux tâches ménagères, tandis que ses belles-sœurs sont complètement perdues. Un jour, Cendrillon voit le Prince s'enfuir du château, elle le suit mais le perd de vue. Elle rencontre ensuite son ami Charles le menteur. Elle lui raconte qu'elle séjourne quelques jours au château afin de garder l’œil sur le Prince. Cette nouvelle confirme les suspicions que Charles a envers le Duc Zaral, celui-ci complote bien dans son dos. Après avoir cassé une poupée précieuse, Catherine et Jeanne sont renvoyées du château, accompagnée de Cendrillon. À leur retour à la maison, elles demandent à Cendrillon si elles peuvent l'aider dans les tâches ménagères. Elles veulent apprendre à être de bonnes fées du logis, pour être à nouveau invitées au Château. Elles croient que le Duc Zaral les a laissées rester au Château pour qu'il puisse choisir la meilleure épouse pour le Prince... |                                  |                                                            |                       |
| 15 | Le vrai et le faux               | 二人のシャルル王子 Futari no Sharuru-ōji                   | 11 juillet 1996       |
| Une fois de plus, Charles s'enfuit du Château déguisé. Il rencontre Cendrillon en ville, qui lui dit que le Prince Charles est en visite en ville dans son carrosse. Il est alors évident que quelque chose de suspect se trame. Ensuite, Charles et Cendrillon rencontrent leur ami Ian, le diseur de bonne aventure. Il leur dit qu'il est inquiet au sujet de son ami Marcel qui lui a emprunté de l'argent et qu'il n'a plus revu depuis des jours. Grâce au flair de Bellus, Cendrillon , Charles et Ian retrouvent la piste de Marcel, qui a été enlevé par les hommes du Duc Zaral. Marcel et Charles se ressemblent beaucoup l'un et l'autre. Zaral a engagé un tuteur pour apprendre les bonnes manières à Marcel afin qu'il puisse prendre la place du Prince. Charles aidé de Cendrillon et de ses amis, réussit à prendre la place de Marcel. Après avoir mené un combat avec les hommes de Zaral, il réussit à faire fuir ces derniers. |                                  |                                                            |                       |
| 16 | Le prince aux cuisines           | お手伝いは王子さま O tetsudai ha ōji-sama                  | 18 juillet 1996       |
| Cendrillon est malade, elle a une grosse fièvre. La belle-mère de Cendrillon est dans tous ses états car elle reçoit un invité important et elle ne sait pas comment gérer la maison et le repas sans Cendrillon. Catherine et Jeanne sont donc obligées de travailler, mais ni l'une ni l'autre ne sait cuisiner. Entre-temps, Bellus et les autres compagnons partent en ville chercher un médecin pour soigner Cendrillon. Ils rencontrent Charles qui comprend ce qui se passe et engage un docteur pour aller immédiatement chez Cendrillon. Quand Charles arrive chez Cendrillon, la Duchesse ne le reconnaît pas, et l'envoie en cuisine travailler à la place de Cendrillon. Les animaux tentent d'aider Charles tant bien que mal. Charles parvient à faire une soupe immangeable, sans parler du pain qu'il a laissé brûler. L'important invité s'avère être le Duc Zaral, qui prend le mauvais plat qu'on lui a servi pour une insulte et part de la maison en colère. |                                  |                                                            |                       |
| 17 | Un cœur gros et généreux         | 小さな心に優しい気持ち Chīsa na kokoro ni yasashī kimochi  | 25 juillet 1996       |
| La Duchesse a perdu une bague de grande valeur. Cendrillon essaie de défendre Catherine et Jeanne en se rejetant la faute sur elle-même. En effet, les deux sœurs ont égaré la bague qu'elles ont pris du coffre à bijoux de leur mère. Cendrillon promet que la bague sera retournée avant le coucher du soleil. Elle se met donc à la recherche de la bague égarée dans le jardin. Après de nombreuses aventures, aidée bien sûr de ses inséparables amis, Bellus, Bingo, Chouchou, Papy, sans oublier Charles et sa marraine; elle retrouve enfin la bague. De retour à la maison, elle apprend qu'elle a perdu de l'énergie pour rien, car la bague était fausse, ce n'était qu'une réplique. En réalité, la belle-mère de Cendrillon avait caché la vraie bague ailleurs. Sa belle-mère jette la fausse bague devant elle. Malgré cela, Cendrillon conserve la fausse bague pour elle. |                                  |                                                            |                       |
| 18 | Un peintre inquiétant            | 不気味な絵描き Bukimi na ekaki                             | 1er août 1996         |
| Le roi souhaite que son fils le Prince Charles pose pour avoir un portrait officiel. Le Duc Zaral lui suggère un excellent peintre. Le peintre en question est un étrange personnage du nom de Zorel, qui vit seul sur le pic d'une montagne éloignée. Il fut un temps, Zorel était le peintre officiel des aristocrates. De son côté, Cendrillon veut rechercher le peintre Zorel, non pas parce que ses sœurs et sa belle-mère souhaite avoir un portrait, mais parce qu'elle veut découvrir le peintre qui se cache derrière les magnifiques peintures laissées par sa défunte mère. Lorsque la marraine découvre que Charles et Cendrillon sont sur le point d'avoir leurs portraits dessinés par Zorel, elle surgit au château du peintre. Il s'agit en fait d'un plan diabolique de Zaral. En effet, Zorel a acquis des rites magiques, dont la possibilité de capturer l'âme de la personne qu'il peint. Zorel réussit à enfermer la marraine pendant qu'il est en train d'achever les portraits, jusqu'à ce que Bellus, Bingo, Chouchou et Papy la libère et lui permet de sauver Cendrillon et Charles. Finalement, Zorel se repent et se libère de cette magie noire et peint un portrait de Cendrillon sans magie. |                                  |                                                            |                       |
| 19 | Les brigands attaquent           | 盗賊団をやっつけろ Tōzoku-dan woyattsukero                 | 8 août 1996           |
| Le Duc Zaral est agacé par une rumeur qui circule dans le royaume. Il semble que la belle-mère de Cendrillon ait répandu la rumeur selon laquelle le Duc Zaral lui-même verrait en l'une de ses deux filles, la future épouse du Prince. Le Duc Zaral en est tellement irrité qu'il ordonne à Blade et ses bandits de donner une petite leçon d'intimidation à la Duchesse. Les bandits débarquent chez Cendrillon en menaçant tout le monde et conseillent à la belle-mère de Cendrillon de quitter la ville pour son propre bien. La Duchesse n'a nullement l'intention de partir et organise des arrangements afin que la maison soit gardée jour et nuit par Cendrillon et Pierre. Charles découvre ce qu'il se passe par Cendrillon et lui offre son aide pour monter la garde à la tombée de la nuit. Cendrillon, Pierre et les animaux se tiennent prêts à combattre contre les brigands. Malheureusement, un soir, Charles ne peut se libérer car il y a une réception au Château, et il est surveillé de très près par Alex, qui a peur qu'il s'enfuit à nouveau. Les bandits se présentent à nouveau chez Cendrillon et semblent avoir le dessus. Heureusement, Charles réussit à duper Alex et arrive à la rescousse de Cendrillon, en maniant brillamment l'épée. Durant le combat, Charles reconnaît un des bandits (Blade) comme étant l'homme de mains de Zaral. |                                  |                                                            |                       |
| 20 | Voyage vers le bonheur           | 幸せへの旅立ち Shiawase he no tabidachi                    | 15 août 1996          |
| Cendrillon reçoit une lettre de son père, qui est aussitôt interceptée par sa belle-mère. Dans ce courrier, le Duc annonce qu'il a trouvé un bon jeune homme pour Catherine, qui est maintenant en âge de se marier, d'autant plus que c'est l'aînée de la famille. Il a déjà discuté avec les parents de Melville, le jeune homme en question, qui est très influent dans la société. En fait, il a grandi avec la fille du Duc Zaral, Isabelle. La belle-mère de Cendrillon compte tout faire pour s'assurer que Catherine soit toujours disponible pour le Prince Charles, et par conséquent elle annonce à la place, l'engagement de Melville avec Cendrillon, ce qui rend Cendrillon désespérée...Cendrillon n'a pas le choix. Sa belle-mère organise une fête pour faire l'annonce en public. Charles apprend par Jeanne que Cendrillon est promise à Melville. Il se rend alors à la fête chez Cendrillon. Charles et Cendrillon réalisent en fait que Melville et Isabelle sont amoureux l'un de l'autre sans se rendre compte. Ils s'arrangent alors pour officialiser leur union durant la fête, à la place de l'annonce que souhaitait faire la duchesse. La belle-mère de Cendrillon est impuissante face à l'annonce de l'union d'Isabelle et Melville. Isabelle annonce à son père qu'elle part avec Melville, au détriment de celui-ci, dont les espoirs de la voir épouser le Prince s'envolent. |                                  |                                                            |                       |
| 21 | Souvenirs de maman               | お母さまの思い出 Okāsama no omoide                         | 22 août 1996          |
| Cendrillon n'a pas beaucoup de souvenirs de sa mère. Pierre et ses amis animaux leur disent qu'elle était très belle et douce, tout comme l'est Cendrillon, et qu'elle aimait faire de longues promenades avec Cendrillon dans les prés. Cendrillon apprend aussi que sa mère aimait particulièrement l'arbre près de la maison, et aimait y rester des heures en dessous. Il s'agit malheureusement du même arbre que sa belle-mère vient d'ordonner à Pierre d'abattre, sous prétexte qu'il donne trop d'ombre sur la maison. Aussitôt que les branches de l'arbre furent coupés, la Duchesse tombe malade, et il semble qu'il n'y ait aucun remède qui puisse l'aider à aller mieux. Le docteur annonce qu'il existe une herbe médicinale qui pousse sur le côté nord des bois réputés pour leurs esprits maléfiques, et qui aideraient la duchesse à aller mieux. Cendrillon se porte volontaire pour aller chercher les herbes médicinales. Elle s'y rend donc, accompagnée de sa marraine, qui lui raconte sur le chemin qu'elle a promis à sa mère de toujours veiller sur sa fille, Cendrillon. En effet, Madame Paulette, la marraine de Cendrillon était amie avec la mère de Cendrillon. Après tant d'aventures, Cendrillon parvient à trouver l'herbe médicinale en bravant les esprits de la forêt, et revient les donner à sa belle-mère qui guérit miraculeusement. |                                  |                                                            |                       |
| 22 | Cendrillon est en danger         | シンデレラ危機一髪 Shinderera kikiippatsu                  | 29 août 1996          |
| Pendant que Cendrillon est au marché, elle rencontre Charles qui est accusé d'avoir volé des pommes dans un stand de marchand de fruits. Cendrillon le défend, mais elle est accusée de complicité. Cendrillon et Charles s'enfuient donc, et courent jusqu'à ce qu'ils arrivent à une ancienne tour abandonnée. Charles prétend qu'il s'agit de sa maison (encore un mensonge de plus). Puis, finalement, Charles avoue que ça n'est pas sa maison. La tour attise la curiosité de Cendrillon et Charles, qui commencent à l'explorer. Ils arrivent à un sous-sol et à leur surprise ils découvrent une cache d'armes, probablement volées du Château. Leur exploration est interrompue par l'arrivée de deux hommes, venus prendre la garde des armes. Ils apprennent de ces hommes que cette cache d'armes n'est qu'une partie du plan machiavélique de Zaral. Cendrillon et Charles sont attachés et jetés dans un puits. Heureusement pour eux, Alex s'inquiétait à propos de Charles et l'a suivit de loin toute la journée. Il assiste à la scène où Charles et Cendrillon sont jetés dans le puits pour y être noyés, et insère un poignard dans leurs liens. Grâce à l'aide de Bellus, le mécanisme du puits est levé, et l'eau se répand dans le sous-sol, détruisant ainsi la cache d'armes. |                                  |                                                            |                       |
| 23 | Éliminez le prince               | 狙われた王子さま Nerawa reta ōji-sama                      | 5 septembre 1996      |
| Le Prince Charles et Alex découvrent qu'un gang de bandits complotent contre le roi. Grâce à leur habileté ils réussissent à échapper à une embuscade organisée par Terrol (le maître d'arme engagé par Zaral) et ses hommes. Le Duc Zaral a emprisonné le roi et la reine au Château, et veut maintenant éliminer l'héritier au trône, le Prince Charles. Terrol se présente chez Cendrillon où une fête déguisée est organisée. Il remarque aussitôt un invité déguisé en Prince Charles et croit qu'il s'agit du véritable Prince. Il kidnappe le faux prince (qui se révèle être en fait Marcel, l'ami de Ian, le diseur de bonne aventure). Dès qu'il apprend à propos de ce complot, Charles retrouve Cendrillon et ensemble ils vont jusqu'au Château Émeraude qui est maintenant entre les mains du Duc Zaral. Grâce à la dextérité à l'épée, Charles se bat facilement contre les gardes et défie Zaral qui se montre face à lui pour prendre le trône. Charles exige qu'il relâche Marcel. Un combat éclate alors entre les hommes de Zaral et l'armée constituée par Alex, du côté du roi. Charles se bat contre les hommes de Zaral, et celui-ci est battu et bat en retraite. Cendrillon découvre alors que son ami Charles le menteur n'était autre que le véritable Prince Charles. Elle ne sait pas quoi faire et quitte le Château sous les yeux de Charles. |                                  |                                                            |                       |
| 24 | L'invitation au bal              | 舞踏会への招待状 Butōkai he no shōtaijō                    | 12 septembre 1996     |
| Avec le soutien de Hans, le vieux tuteur du Prince Charles, le roi souhaite organiser un grand bal et y inviter toutes les jeunes filles aristocrates du royaume, ainsi que les princesses des royaumes voisins, afin que Charles puisse choisir une épouse. En effet, Charles a montré par ses actions contre Zaral, qu'il est devenu très mature. Le messager du roi délivre des 4 invitations chez Cendrillon, causant ainsi la confusion auprès de ses belles-sœurs. Immédiatement, la belle-mère de Cendrillon l'ordonne de prendre soin de la toilette et de la coiffure de Catherine et Jeanne. Quand le moment arriva de partir pour le Château, la Duchesse déchira l'invitation de Cendrillon sous ses yeux. Cendrillon pleure dans sa chambre, et sa marraine apparaît alors. Elle transforme l'ancienne robe de la mère de Cendrillon en une robe de soirée magnifique. Puis, elle transforme une citrouille en carrosse, Bingo et Chouchou en chevaux, et Bellus en cocher. Cendrillon est alors prête pour se rendre au bal, en portant les souliers de cristal de sa défunte mère. Mais sa marraine la prévient qu'à minuit la magie disparaîtra. Au bal, le Prince est éblouit par la beauté de Cendrillon qui attire l'attention de tout le monde, et bien sûr attise la jalousie des autres jeunes femmes. À minuit, Cendrillon qui dansait avec le Prince, s'enfuit du Château en laissant échapper un soulier de cristal dans les escaliers. |                                  |                                                            |                       |
| 25 | Le soulier du bonheur            | 幸せを呼ぶ靴 Shiawase wo yobu kutsu                        | 29 septembre 1996     |
| Le Prince Charles est enchanté par la mystérieuse jeune fille qui a disparu pendant le bal, après avoir perdu un soulier de cristal dans les escaliers du palace. Il est désespéré et cherche à la retrouver. Hans et Alex décident de l'aider en obtenant la permission du roi de rechercher la jeune fille. Ils vont donc de maison en maison avec le soulier, pour essayer de retrouver sa propriétaire. Finalement leur quête est infructueuse, et ils arrivent à la dernière maison du royaume, celle de Cendrillon. Cendrillon est toujours sur un nuage, se revoyant danser avec le Prince au Château. Sa belle-mère l'ordonne de rester dans sa chambre et de ne pas se montrer tandis que ses belles-sœurs se disputent pour savoir qui d'entre elles va essayer en premier le soulier. Naturellement, le soulier ne leur vont pas ni à l'une ni à l'autre. Hans demande à la Duchesse d'appeler son autre fille, car elle doit également essayer le soulier. En effet, 4 invitations ont été délivrées chez la Duchesse. Celle-ci n'a d'autre choix que d'appeler Cendrillon. Malgré l'insistance de Hans, Cendrillon refuse de chausser le soulier. Mais grâce à ses amis les animaux, et sa marraine, Cendrillon chausse le soulier qui lui va parfaitement. Elle est alors emmenée au Château Émeraude. |                                  |                                                            |                       |
| 26 | Un mariage heureux               | 幸せな結婚式 Shiawase na kekkonshiki                       | 3 octobre 1996        |
| Cendrillon est escortée jusqu'au Château où elle rencontre le Prince Charles. Charles est heureux d'apprendre que la fille avec qui il a dansé au bal n'est autre que Cendrillon. En effet, il l'a toujours portée dans son cœur, depuis leur rencontre. Après l'avoir présenté à ses parents, les préparations pour le mariage commencent. Alors que rien ne présage quelque chose de mauvais au bonheur du jeune couple, Zaral frappe encore, en tentant de tuer le Prince Charles par empoisonnement. Pensant que l'héritier du trône est définitivement éliminé, Zaral kidnappe Cendrillon et menace de la tuer si le roi ne lui livre pas le trône et le royaume. Mais soudainement, Charles arrive à la rescousse de Cendrillon. Il avait en fait suspecté que la boisson apportée dans ses appartements était empoisonnée, il a seulement fait semblant de le boire. Maintenant il est prêt à combattre contre Zaral. Après un intense combat, Zaral chute dramatiquement du haut de la tour du Château. Charles sauve Cendrillon. Finalement, les deux amoureux célèbrent leur mariage et vivent heureux, accompagnés de la bénédiction du père de Cendrillon qui vient de revenir de voyage. |                                  |                                                            |                       |

## Voix françaises
- Sylvain Goldberg : Charles
- Josiane Gibert : la belle-mère
- Guylaine Gibert : Jeanne
- Alain Louis : Bellus, le chien

## Autour de la série
- On notera dans le sujet de la série une légère inspiration du long métrage d'animation Cendrillon de Walt Disney sorti au Japon le 7 mars 1952 et ressorti également au Japon les 18 mars 1961, 23 mars 1974 et 18 juillet 1987.
- Shinderera est la transcription en phonétique japonaise de Cinderella le nom anglais de Cendrillon.